# Dwór w Drzymałowicach (1721)
Dwór w Drzymałowicach – zabytkowy dwór we wsi Drzymałowice,  w Polsce, w województwie dolnośląskim, w powiecie jaworskim, w gminie Mściwojów. 

## Opis
Dwór wybudowany w  1721 jest częścią zespołu dworskiego, w skład którego wchodzi jeszcze oficyna mieszkalno-gospodarcza nr 7, z 1788. Obiekt zwieńczony jest dachem czterospadowym z lukarnami, pokrytym dachówką. Do dworu prowadzi ozdobny portal wejściowy z dwoma pilastrami, które podtrzymują kartusz herbowy z datą 1721, inicjałami DS i SN, herbami von: Gersdorf (L) Niemitz (P) złączonymi koroną książęcą. Zabytek w wyniku pożaru od uderzenia pioruna spłonął w 1787 r. Odbudowany i przebudowany na początku XX w.

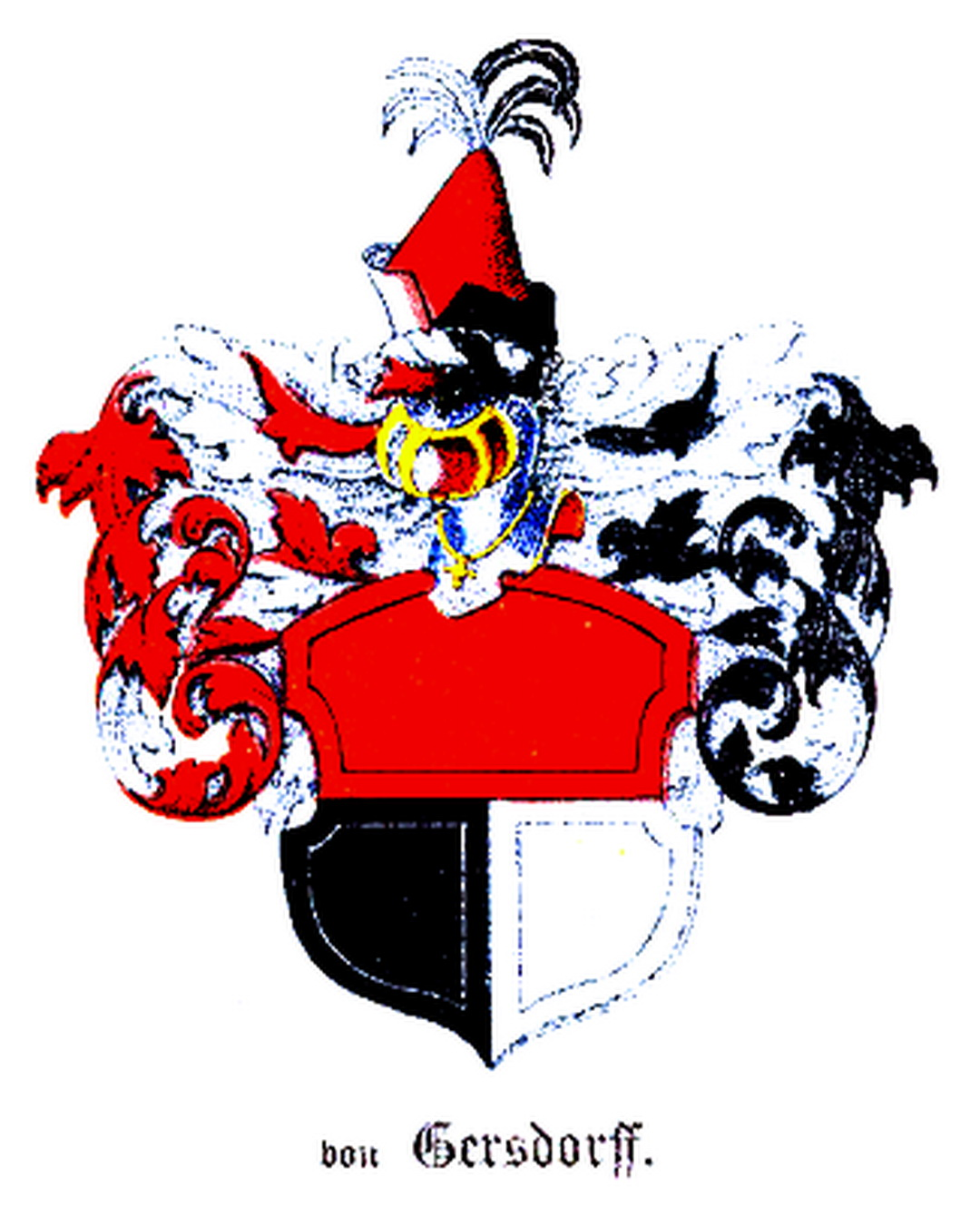
Herb von Gersdorff
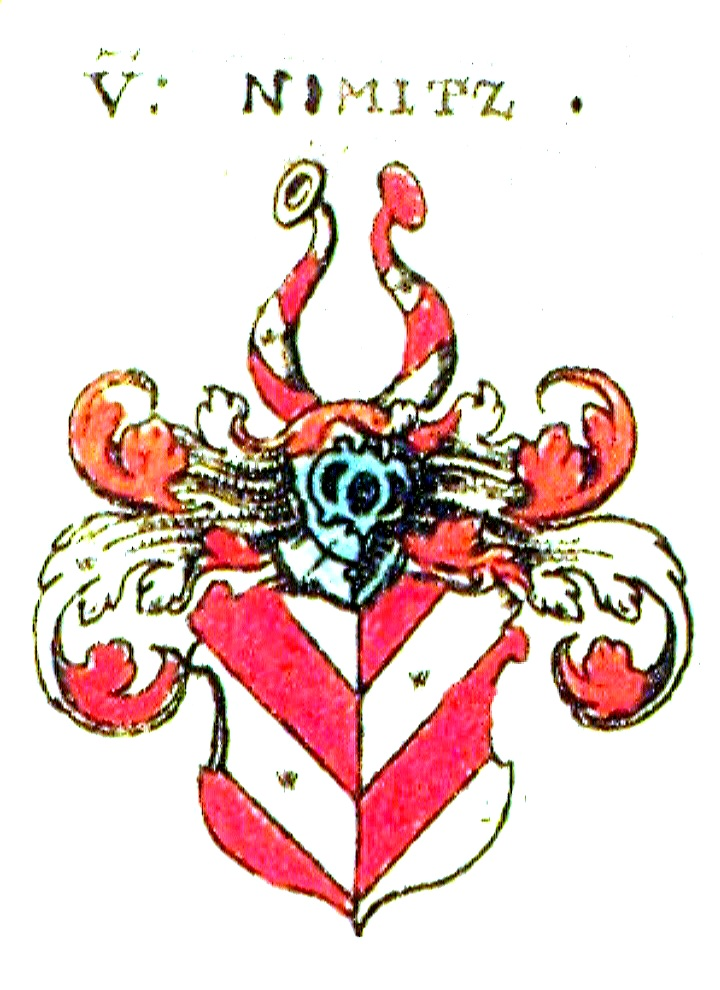
Herb von Niemitz